# Hemidactylus mabouia
Thạch sùng nhiệt đới, Thạch sùng Châu Mỹ gốc Phi (Hemidactylus mabouia) là một loài tắc kè nhà có nguồn gốc từ Châu Phi Hạ Sahara. Nó hiện cũng được tìm thấy ở Bắc, Trung và Nam Mỹ và vùng Caribê, nơi nó đã được con người vô tình du nhập vào.

## Đặc điểm sinh học
Loài này có thể đạt được chiều dài tối đa, từ mõm đến lỗ thông hơi, là 12,7 cm (5 in). Là loài sống về đêm, nó có đôi mắt rất lớn rất hữu ích trong việc phát hiện con mồi trong điều kiện ánh sáng yếu. Nó có thể thay đổi màu sắc (từ từ) từ nâu nhạt sang nâu đậm hơn để phù hợp hơn với môi trường xung quanh.

## Chế độ ăn
Chế độ ăn uống của nó rất đa dạng, bao gồm các động vật như Bộ Chân đều, rết, nhện, bọ cạp, gián, bọ cánh cứng, bướm đêm, ruồi, muỗi, Dactyloidae và các loài tắc kè khác với yếu tố quan trọng nhất là loài côn trùng Bộ Cánh thẳng.

## Âm thanh sinh học
Cũng như nhiều loài thạch sùng khác, nó có khả năng kêu. Các âm thanh của nó bao gồm từ tiếng kêu yên tĩnh đến âm thanh rít ngắn nhanh chóng. Họ có thể dễ dàng nghe thấy nhất vào một đêm yên tĩnh khi họ ngồi gần cửa sổ đang mở.

## Môi trường sống
Thạch sùng nhiệt đới có thể được tìm thấy chủ yếu ở các địa điểm đô thị.

## Đặc điểm hành vi
Thạch sùng nhiệt đới chủ yếu là những loài sống về đêm và là những kẻ phàm ăn săn côn trùng bay và bò về đêm. Chúng đã học cách chờ đợi gần các thiết bị chiếu sáng gắn trên tường bên ngoài để bắt côn trùng bị ánh sáng thu hút.

## Tầm ảnh hưởng của con người
Ở một số nền văn hóa vùng Caribe, việc có một con tắc kè nhiệt đới trú ngụ trong nhà được coi là điều may mắn, và chắc chắn chúng ăn rất nhiều côn trùng gây hại trong nhà. Tuy nhiên, phân của thạch sùng nhiệt đới dài khoảng 5 mm (0,20 in), rộng 2 mm (0,079 in) và có màu nâu sẫm (gần như đen). Thạch sùng thường nhốt phân ở một khu vực trong nhà, nhưng nếu khu vực đó là thảm, màn hoặc bất kỳ bề mặt dễ dính bẩn nào khác, thì các vết bẩn không dễ dàng loại bỏ và phân phải là vật chất. cũng được múc.
```
Mặc dù vô hại, nhưng một số người ở Trinidad & Tobago cho rằng loài thạch sùng nhiệt đới hay còn gọi là 'woodslave' là điềm xấu và có độc. Đây là một mê tín cũ và trên thực tế, tắc kè nhà là vô hại và rất hữu ích do săn nhện và gián.
```

## Hình ảnh

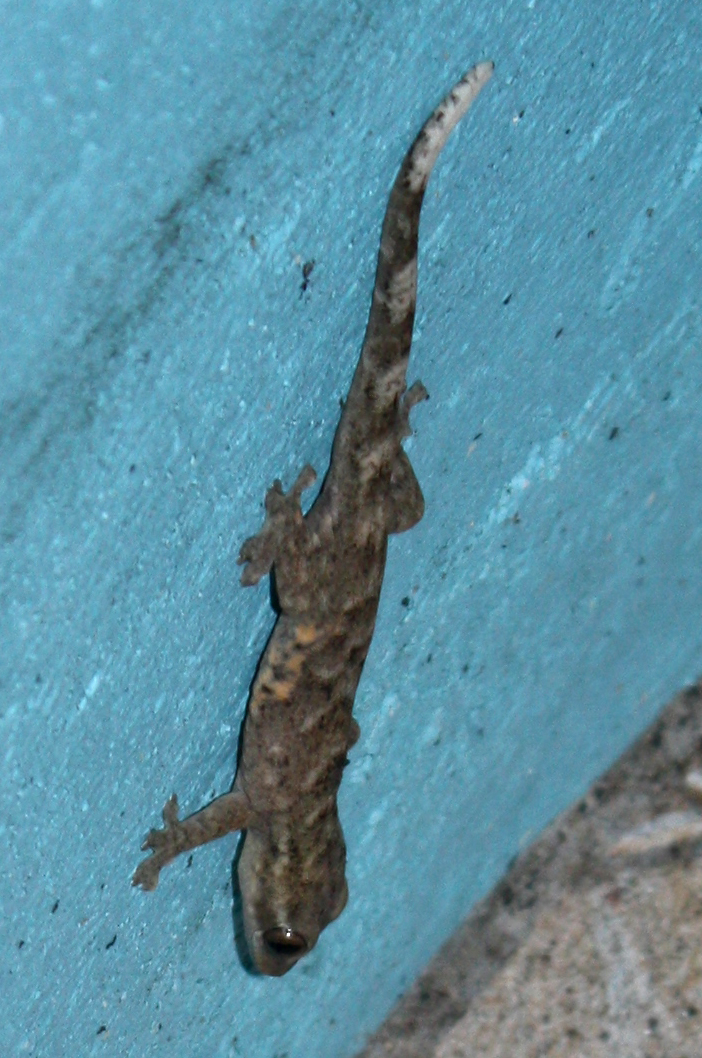
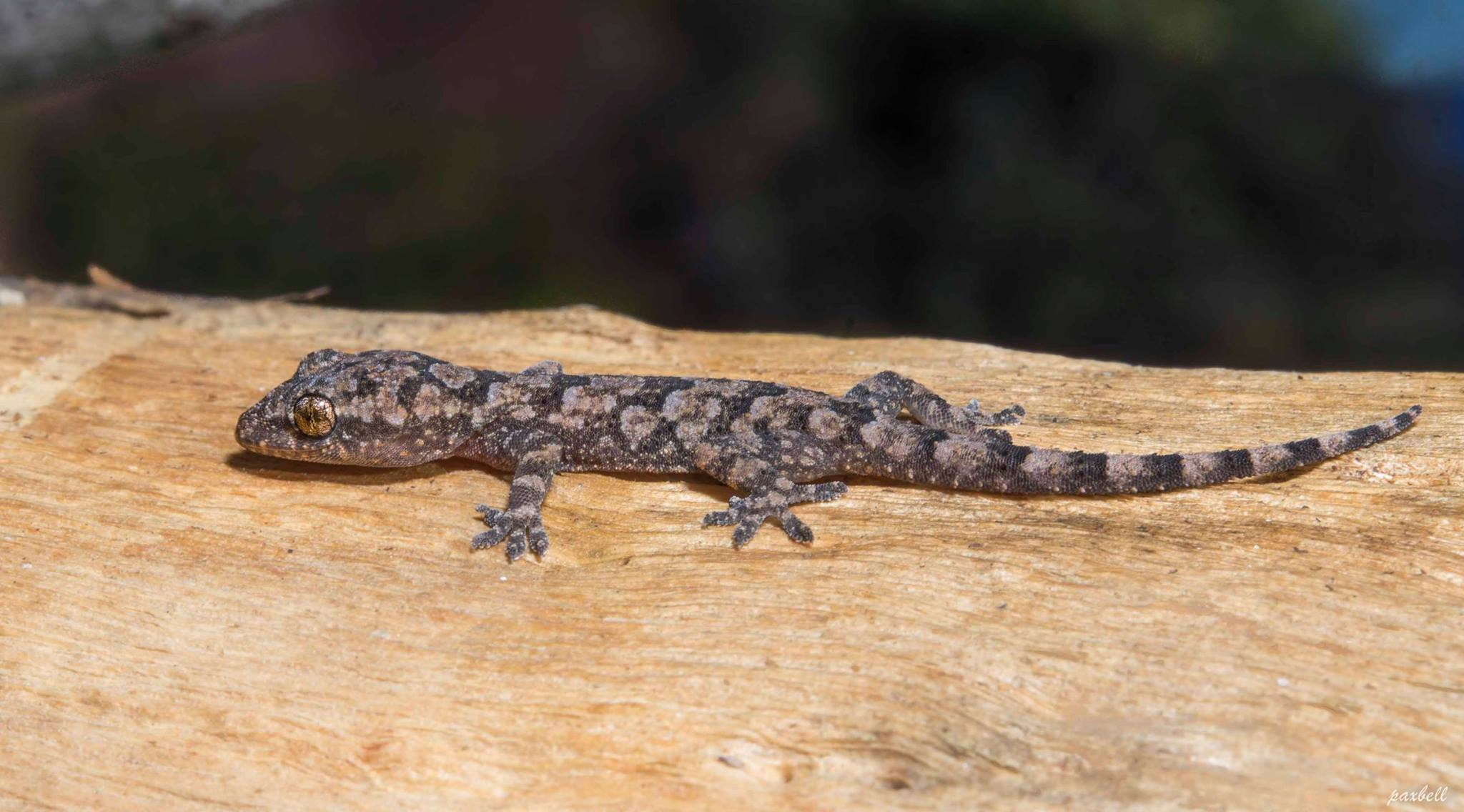
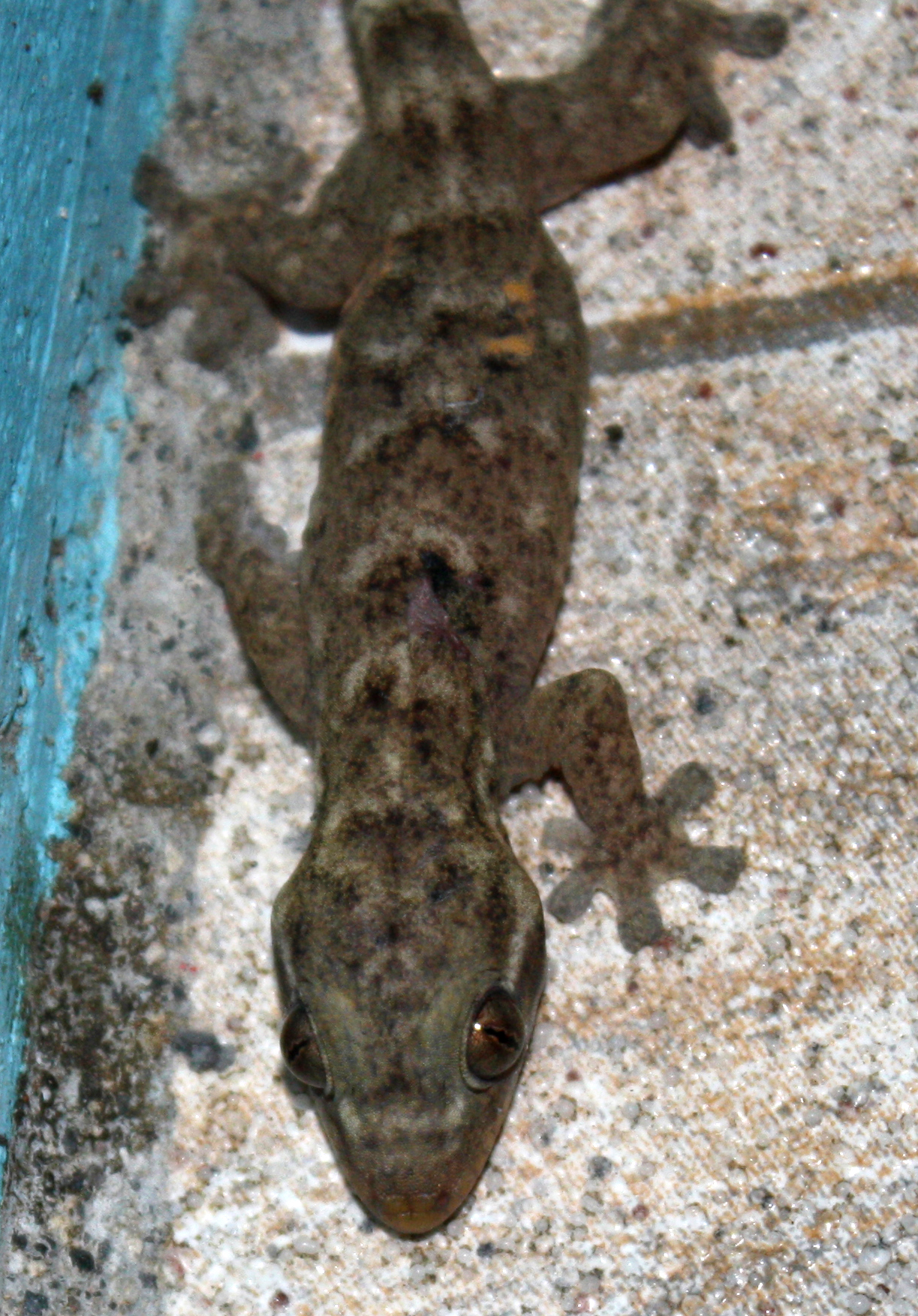